# Estação Fluvial do Porto Brandão
A Estação Fluvial do Porto Brandão é um dos seis pontos de ligação da Transtejo e Soflusa à Margem Norte do rio Tejo, permitindo o acesso às embarcações que fazem o trajeto entre Belém, Porto Brandão e Trafaria:
- ~T~ Belém ⇄ Porto Brandão ⇄ Trafaria

A estação está situada na Rua Bento de Jesus Caraça, na zona do Porto Brandão, num pequeno vale entre uma das várias zonas industriais desta margem do rio Tejo e o Novo Lazareto, também conhecido como Asilo 28 de Maio. Faz ligação a uma linha da Carris Metropolitana nas paragens circundantes, possibilitando o transporte direto até Charneca da Caparica, Monte de Caparica e Vila Nova da Caparica.

## História
As primeiras viagens regulares de barco entre o Porto Brandão e Lisboa tiveram início em meados da década de 1920 com a formação da Cooperativa de Catraeiros do Porto de Lisboa, uma sociedade constituída por um conjunto de barqueiros com pequenas lanchas à vela e a motor.

A atual Estação Fluvial do Porto Brandão foi projetada em 1959 e ocupa a zona dos antigos cais de embarque até então utilizados, junto a um estaleiro de construção naval, no qual irá nascer o Estaleiro Museu do Porto Brandão. A sua inauguração teve lugar apenas em 1978.